# Arthur Schnitzler
Arthur Schnitzler (Vienna, 15 maggio 1862 – Vienna, 21 ottobre 1931) è stato un medico, scrittore e drammaturgo austriaco, considerato uno dei più importanti esponenti del Modernismo Viennese (Wiener Moderne).
Le opere di Schnitzler, che includono drammi psicologici e narrazioni, analizzarono la vita borghese viennese di fine secolo, rendendolo un cronista acuto e stilisticamente consapevole della società viennese intorno al 1900. L'educazione ebraica di Schnitzler e il contenuto sessuale delle sue opere resero quest'ultime controverse o addirittura proibite ai suoi tempi, e anche in seguito.

## Biografia

### Inizi e lavoro come medico (1862–1890)
Arthur Schnitzler nacque a Vienna, allora capitale dell'Impero d'Austria (dal 1867, Austria-Ungheria) come figlio primogenito del noto professore di medicina e laringoiatra ebreo ungherese Johann Schnitzler (1835–1893), importante molto apprezzato in città, e di sua moglie Luise Ludovicka Markbreiter (1840–1911), figlia del medico Philipp Markbreiter, in Praterstraße 16 (all'epoca ancora Jägerzeile), nel 2º distretto di Vienna. Oltre a lui, sopravvissero all'infanzia un fratello, Julius (1865-1939), e una sorella, Gisela (1867-1953). Le famiglie dei genitori erano entrambe ebree. Inizialmente, la famiglia visse a Leopoldstadt, un quartiere particolarmente popolare tra gli immigrati ebrei provenienti dalle zone più povere della monarchia absburgica, per la sua vicinanza alle ferrovie del Nord e dell'Est. Il padre era emigrato dall'Ungheria: riuscì a ottenere una promozione professionale, cosa che comportò anche il trasferimento nel 1º distretto di Vienna, in una casa di fronte al Teatro dell'Opera. I genitori appartengono alla borghesia liberale cittadina, che in quel periodo domina la vita viennese e austriaca. Arthur cresce in una famiglia che ama la musica - la madre è un'ottima pianista - e il teatro, dove gli Schnitzler sono degli habitué, al punto che i più celebri cantanti e attori viennesi di spicco scelgono Johann come medico di fiducia, e ne frequentano assiduamente la casa.
Dal 1871 al 1879, Arthur frequentò l'Akademisches Gymnasium nel 1º distretto e si diplomò con lode l'8 luglio 1879. Lo stesso anno, su richiesta del padre, si iscrisse alla Facoltà di Medicina all'Università di Vienna. Il 30 maggio 1885 consegue la laurea. Anche il fratello minore Julius divenne medico.
Dal 1885 al 1888 lavorò come assistente e medico secondario presso l'Ospedale generale della città di Vienna (Allgemeines Krankenhaus der Stadt Wien), occupandosi di medicina interna e nel campo della psichiatria e della dermatologia. Successivamente, egli lavorò come assistente del padre presso il reparto laringoiatra del Policlinico di Vienna fino al 1893. Dal 1886 al 1893, Schnitzler pubblicò articoli su argomenti medici e scrisse più di 70 articoli, per lo più recensioni di libri specialistici, anche in qualità di direttore dell'Internationale Klinische Rundschau, fondata da suo padre. Fu autore di un solo libro scientifico: "Sull'afonia funzionale e il suo trattamento mediante ipnosi e suggestione" (1889).
Dall'età di diciassette anni tiene un diario in cui descrive le sue numerose esperienze sessuali, trasferendo poi questa sua ossessione autobiografica nei suoi personaggi e durante gli studi universitari emerge la sua inclinazione letteraria, la sua prima opera è del 1888: l'atto unico L'avventura della sua vita. In essa compare per la prima volta il personaggio di Anatol, che darà il nome ad un ciclo di atti unici.

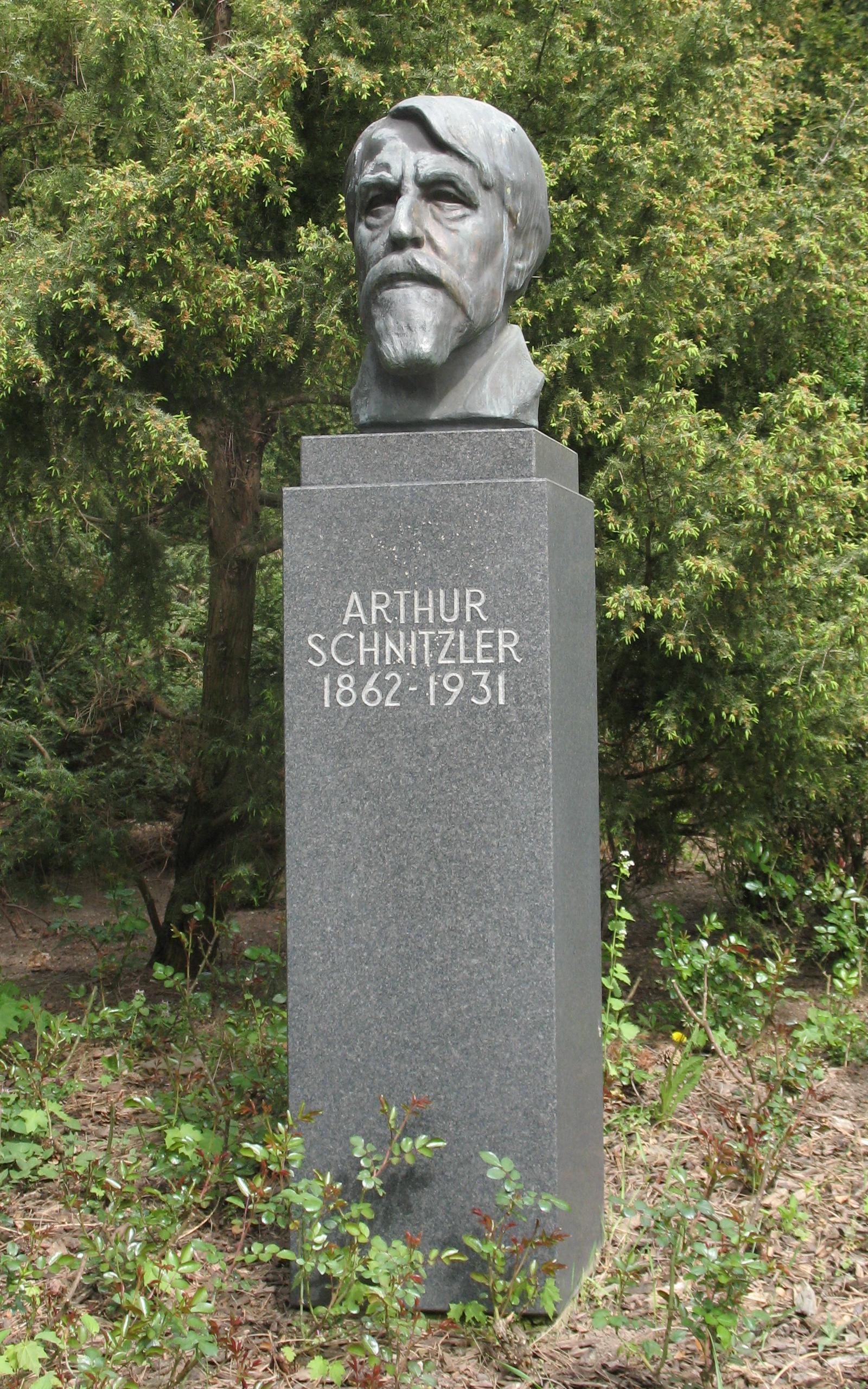
Busto di Schnitzler, in bronzo su base di marmo, a Vienna, nel Türkenschanzpark

Alla morte del padre, nel 1893, lascia l'impiego ospedaliero e apre uno studio medico privato. Nel 1895 viene rappresentato al Burgtheater di Vienna, Amoretto che dà subito notorietà e successo all'autore. Nel 1900 pubblica Il sottotenente Gustl, una novella che provoca scandalo e la sua successiva radiazione da tenente medico dell'esercito, a seguito dell'impietosa rappresentazione della vita militare fatta nel romanzo. Qui, per la prima volta nella narrativa di lingua tedesca, egli mette a punto un artificio narrativo conosciuto come monologo interiore, al quale fece spesso ricorso per descrivere lo svolgersi e l'evolversi dei pensieri dei personaggi.
Il 9 agosto 1902 nasce il figlio Heinrich (1902-1982), avuto dalla cantante e aspirante attrice Olga Gussmann (1882-1970), una donna ventunenne proveniente da una famiglia ebraica della classe media, con la quale si sposa il 26 agosto 1903; la coppia si separò nel 1921. Nello stesso anno va in scena a Monaco di Baviera Girotondo, scritto tre anni prima e mai pubblicato, causando un notevole scandalo per il presunto cinismo con cui vengono rappresentati i rapporti tra cinque uomini e altrettante donne che sono uniti da un filo comune. Il testo teatrale viene pubblicato a pochi mesi dalla rappresentazione, riportando un successo di vendite strepitoso. La duratura affermazione di Girotondo ne fa tuttora un lavoro molto rappresentato.
La grande notorietà e il successo che lo accompagnarono in vita provocarono un interesse per lui e la sua opera da parte del fondatore della psicoanalisi, Sigmund Freud, il quale lo considerava un po' una specie di suo "doppio", provocando un misto di attrazione e timore da parte di entrambi. L'opera di Schnitzler e quella di Freud sembrano essersi influenzate vicendevolmente, e all'inizio della carriera medica di Schnitzler vi fu anche una contiguità di interessi scientifici nello studio dell'ipnosi. I due, pur vivendo entrambi nella capitale dell'Impero, si frequentarono raramente, ma rimangono delle lettere che si scambiarono. In una di queste, Freud si chiede come Schnitzler avesse potuto conseguire conoscenze che a lui stesso erano costate anni di studi e sacrificio "sul campo".
Nel 1905 debutta Intermezzo, con cui otterrà il Premio Grillparzer per la commedia. Nel 1909 nasce la figlia Lili. Nel 1913, pubblica Beate e suo figlio. L'anno successivo esce un film tratto dalla commedia Amoretto, con sceneggiatura dell'autore. È l'inizio di un filone di opere cinematografiche basate, più o meno strettamente, sull'opera di Schnitzler che arriva fino ai tempi più recenti, con Eyes Wide Shut (1999) di Stanley Kubrick, una versione cinematografica di Doppio sogno.
Nel 1917 pubblica Il dottor Gräsler medico termale e nel 1918 Il ritorno di Casanova. Schnitzler era molto attratto dalla vita dell'avventuriero veneziano e ne fece il protagonista di opere di pura invenzione che riuscivano però a rendere con grande precisione introspettiva il carattere del personaggio. Nel 1924 pubblica La signorina Else. Tra il 1925 e il 1926 esce, pubblicato su una rivista, Doppio sogno.
Il 26 luglio 1928 la figlia Lili si suicida a Venezia, dove abita col marito italiano. È un atto inspiegabile e per il padre un durissimo colpo dal quale non si riprende. Tre anni dopo Schnitzler muore il 21 ottobre 1931, a Vienna, per un'emorragia cerebrale.
Nel 1938, in seguito all'Anschluss alla Germania di Hitler, suo figlio Heinrich si trasferì negli Stati Uniti e non tornò in Austria fino al 1959. E' il padre del musicista e ambientalista austriaco Michael Schnitzler, nato nel 1944 a Berkeley, in California, che si trasferì a Vienna con i suoi genitori nel 1959.

## Attività letteraria
Le opere di Schnitzler furono spesso controverse, sia per la loro schietta descrizione della sessualità (in una lettera a Schnitzler Sigmund Freud confessò: «Ho avuto l'impressione che tu abbia appreso per intuizione – sebbene in realtà come risultato di una sensibile introspezione – tutto ciò che io ho dovuto scoprire con un lavoro laborioso su altre persone») sia per la loro forte presa di posizione contro l'antisemitismo, rappresentata da opere come la sua opera teatrale Professor Bernhardi e il suo romanzo Verso la libertà (Der Weg ins Freie). Tuttavia, sebbene Schnitzler fosse ebreo, il Professor Bernhardi e Fräulein Else sono tra i pochi protagonisti ebrei chiaramente identificati nelle sue opere.
Schnitzler fu bollato come pornografo dopo l'uscita della sua opera teatrale Reigen, nella quale vengono mostrate 10 coppie di personaggi prima e dopo l'atto sessuale, che inizia e si conclude con una prostituta. Il furore suscitato da quest'opera fu espresso nei più forti termini antisemiti. Reigen fu adattato in un film in lingua francese nel 1950 dal regista tedesco Max Ophüls col titolo La Ronde. Il film ottenne un notevole successo nel mondo anglofono, col risultato che l'opera di Schnitzler è meglio conosciuta lì col titolo francese. Anche i film di Richard Oswald, The Merry-Go-Round (1920), Il cerchio dell'amore di Roger Vadim (1964) e Der Reigen (1973), di Otto Schenk, sono basati sull'opera. Un adattamento più recente è il film 360, di Fernando Meirelles.
Nel racconto Fräulein Else (1924) Schnitzler potrebbe confutare una critica controversa del personaggio ebreo di Otto Weininger (1903), posizionando la sessualità della giovane protagonista ebrea. La storia, un flusso di coscienza narrativo in prima persona di una giovane donna aristocratica, rivela un dilemma morale che finisce in tragedia.
In risposta a un intervistatore che chiese a Schnitzler che cosa pensasse dell'opinione critica secondo cui le sue opere sembravano tutte trattare gli stessi argomenti, egli rispose: «Scrivo di amore e morte. Quali altri argomenti ci sono?"». Nonostante la serietà dei suoi intenti, Schnitzler si avvicina spesso alla farsa da camera da letto nelle sue opere teatrali (ebbe una relazione con Adele Sandrock, una delle sue attrici). Professor Bernhardi, un'opera teatrale su un medico ebreo che respinge un prete cattolico per risparmiare a una paziente la consapevolezza di essere in punto di morte, è la sua unica grande opera drammatica senza un tema sessuale.
Membro del gruppo d'avanguardia Jung-Wien (Giovane Vienna), Schnitzler giocò con le convenzioni formali e sociali. Col suo racconto del 1900, Tenente Gustl, fu il primo a scrivere narrativa tedesca con la narrazione del flusso di coscienza. Il racconto è un ritratto poco lusinghiero del suo protagonista e dell'ossessivo codice d'onore formale dell'esercito. Ciò causò la revoca del suo incarico di ufficiale di riserva nel corpo medico, un evento che va visto nel contesto della crescente ondata di antisemitismo dell'epoca.
Si specializzò in opere più brevi come novelle e atti unici. E nei suoi racconti come La cravatta verde (Die grüne Krawatte) si dimostrò uno dei primi maestri della microfiction. Tuttavia, scrisse anche due romanzi: "Der Weg ins Freie", che narra la storia di un giovane compositore talentuoso ma poco motivato, una brillante descrizione di un segmento della società viennese prebellica; e "Therese", artisticamente meno soddisfacente.
Oltre alle sue opere teatrali e ai suoi romanzi, Schnitzler tenne meticolosamente un diario dall'età di 17 anni fino a due giorni prima della sua morte. Il manoscritto, che conta quasi 8.000 pagine, è particolarmente degno di nota per le descrizioni superficiali delle conquiste sessuali da parte di Schnitzler; ebbe spesso relazioni con più donne contemporaneamente (la maggior parte dei rapporti sessuali avvenne con una ricamatrice di nome "Jeanette") e per un periodo di alcuni anni tenne traccia di ogni orgasmo. Sono state pubblicate anche raccolte di lettere di Schnitzler.
Le opere di Schnitzler furono definite "sporcizia ebraica" da Adolf Hitler e proibite dai nazisti in Austria e Germania. Nel 1933, quando Joseph Goebbels organizzò roghi di libri a Berlino e in altre città, le opere di Schnitzler furono date alle fiamme insieme a quelle di altri ebrei, tra cui Einstein, Marx, Kafka, Freud e Stefan Zweig.
Il suo racconto breve Fräulein Else è stato adattato diverse volte, tra cui il film muto tedesco "Fräulein Else" (1929), con Elisabeth Bergner, e il film argentino del 1946 L'angelo nudo, con Olga Zubarry.

## Opere

### Romanzi
- Frau Bertha Garlan, 1900
  - La signora Berta Garlan, trad. di Bice Giachetti Sorteni, Milano, Dauliana, 1929.
  - La signora Berta Garlan, trad. di Enzo Ferrieri, Collana Narratori Nordici n.11, Milano, Sperling & Kupfer, 1930.
  - La signora Berta Garlan, trad. di Italo Toscano, Roma, De Carlo, 1945.
  - La signora Berta Garlan, trad. di Lydia Magliano, Collana BUR nn.1615-16, Milano, Rizzoli, ottobre 1960; Introduzione di Italo Alighiero Chiusano, Collana BUR Classici, Milano, Rizzoli, 1986, ISBN 88-17-16568-9; Collana Narrativa, Bagno a Ripoli, Passigli, 2017, ISBN  978-88-368-1313-1.
  -  La signora Berta Garlan, traduzione di Renata Colorni, con un saggio di Vittorio Lingiardi, Collana BUR Classici Moderni, Milano, Rizzoli, 2025, ISBN 978-88-171-8807-4.
- Der Weg ins Freie, 1907
  - Verso la libertà, trad. di Marina Bistolfi, postfazione di Giorgio Zampa, Collana Medusa serie '80 n.16, Milano, Mondadori, 1981.
  - Verso la libertà, trad. di Liliana Scalero, postfazione di Giuseppe Farese, Collana Prosa e poesia del Novecento, Milano, SE, 1991; Collana Tascabili n.571, Milano, Bompiani, novembre 1993; Collana Testi e Documenti, Milano, SE, 2002-2025, ISBN 978-88-771-0538-7; Collana Oscar Classici moderni, Milano, Mondadori, aprile 2008, ISBN 978-88-04-57744-7.
- Therese. Chronik eines Frauenlebens, 1928
  - Therese, trad. di Anna Antonia Bradascio, Introduzione di Giuseppe Farese, Collana Oscar Oro n.10, Milano, Mondadori, maggio 1987, ISBN 978-88-042-9783-3.
  - Therese. Cronaca di una vita di donna, trad. di B. Giachetti Sorteni, Bagno a Ripoli, Passigli, 2003-2020, ISBN 978-88-368-1779-5.[5]
- Roman-Fragment (Theaterroman), 1967.

### Racconti e novelle
- Welch eine Melodie (1885)
- Er wartet auf den vazierenden Gott (1886)
- Amerika (1887)
- Erbschaft (1887)
- Der Fürst ist im Hause (1888)
- Mein Freund Ypsilon (1889)
- Der Andere. Aus dem Tagebuch eines Hinterbliebenen (1889)
- Reichtum (1889)
- Die drei Elixire (1890)
- Die Braut (1891)
- Morire (Sterben, 1892)
- Der Sohn (1892)
- Die Komödiantinnen (1893)
- La piccola commedia (Die kleine Komödie, 1893)
- Spaziergang (1893)
- Fiori (Blumen, 1894)
- Der Witwer (1894)
- Fama tardiva (Später Ruhm, 1894), traduzione di Alessandra Iadicicco, Milano, Guanda, 2014, ISBN 978-88-235-1127-9.
- Der Empfindsame (1895)
- Ein Abschied (1896)
- La moglie del saggio (Die Frau des Weisen, 1896)
- Der Ehrentag (1897)
- I morti tacciono (Die Toten schweigen, 1897) traduzione di Elisa Occhipinti e Marco Patrone, Palermo, Urban Apnea Edizioni, 2018.
- Die Nächste (1899)
- Um eine Stunde (1899)
- Ein Erfolg (1900)
- Legende (Fragment, 1900)
- Il sottotenente Gustl (Leutnant Gustl o Lieutenant Gustl, 1900)
- Geronimo il cieco e suo fratello (Der blinde Geronimo und sein Bruder, 1900)
- Wohltaten, still und rein gegeben (1900)
- Andreas Thameyers letzter Brief (1900)
- Die grüne Krawatte (1901)
- Boxeraufstand (Fragment, 1901)
- La danzatrice greca (Die griechische Tänzerin, 1902), in: Novelle, Milano, Feltrinelli, 2006; Milano, Barion, 2013, ISBN 978-88-6759-008-7.
- L'estranea (prima in rivista col titolo Dämmerseele, 1902; in volume col titolo Die Fremde, 1907)
- Exzentrik (1902)
- Das Schicksal des Freiherrn von Leisenbohg (1903)
- La predizione (Die Weissagung, 1904)
- Il destino del barone von Leisenbohg (Das schicksal des freiherrn von Leisenbohg, 1904)
- Abendspaziergang (1905)
- La canzone nuova (Das neue Lied, 1905)
- La morte dello scapolo (Der Tod des Junggesellen, 1907)
- Der tote Gabriel (1907)
- Geschichte eines Genies (1907)
- Il diario di Redegonda (Das Tagebuch der Redegonda, 1909)
- Der Mörder (1910)
- Die dreifache Warnung (1911)
- Die Hirtenflöte (1911)
- Beate e suo figlio (Frau Beate und ihr Sohn, 1913)
- Fuga nelle tenebre (Flucht in die Finsternis, 1912-17; pubblicata nel 1931)
- Il dottor Gräsler, medico termale (Doktor Gräsler, Badearzt, 1917)[6]
- Der letzte Brief eines Literaten (1917)
- Ich (1917)
- Il ritorno di Casanova (Casanovas Heimfahrt, 1918)
- La signorina Else (Fräulein Else, 1924)
- Die Frau des Richters (1925)
- Doppio sogno (Traumnovelle, 1926), trad. di Claudio Groff, Introduzione di Giulio Schiavoni, Collana BUR Grandi Classici, Milano, Rizzoli, 2002.
- Gioco all'alba (Spiel im Morgengrauen, 1926)
- Novella dell'avventuriero (Abenteurernovelle, frammento, 1928)
- Der Sekundant (1931)

### Teatro
- L'avventura della sua vita (Das Abenteuer seines Lebens, 1888)
- Alkandi’s Lied (Dramatisches Gedicht, 1889)
- Das Märchen (Schauspiel, 1891)
- Anatol (Einakterfolge, 1893) [ciclo di atti unici]
  - Die Frage an das Schicksal
  - Weihnachtseinkäufe
  - Episode
  - Denksteine
  - Abschiedssouper
  - Agonie
  - Anatols Hochzeitsmorgen
- Die überspannte Person (Einakter, 1894)
- Halbzwei (Einakter, 1894)
- Amoretto (Liebelei, Schauspiel, UA 1895; Druck 1896)
- Freiwild (1896)
- Girotondo (Reigen. Zehn Dialoge, verfasst 1896/97, Druck 1903)
- L'eredità (Das Vermächtnis, Schauspiel, 1897), rappresentato in Italia col titolo Scandalo nel 2015
- Paracelsus (Schauspiel, 1897)
- Al pappagallo verde (Der grüne Kakadu, 1898)[7]
- Die Gefährtin (Drama, 1898)
- Der Schleier der Beatrice (Drama, 1899)
- Sylvesternacht (1900)
- Lebendige Stunden (Einakterzyklus, entstanden 1901, Druck 1902)
  - Lebendige Stunden
  - Die Frau mit dem Dolche
  - Die letzten Masken
  - Literatur
- La strada solitaria (Der einsame Weg, Schauspiel, 1903)
- Das Haus Delorme (Einakter, 1904)
- Marionetten. Drei Einakter (1906)
- Der Puppenspieler (Einakter, 1904)
- Der tapfere Cassian (Einakter, 1904)
- Zum großen Wurstel (ursprüngl.: Marionetten, Einakter, 1904)
- Intermezzo (Zwischenspiel, Komödie, 1904)
- Der Ruf des Lebens (Drama, 1905)
- La contessina Mitzi (Komtesse Mizzi oder Der Familientag, Schauspiel, 1907)
- Die Verwandlungen des Pierrot (Pantomime, 1908)
- Der tapfere Kassian (Singspiel, 1909)
- Der junge Medardus (Schauspiel, 1909)
- Terra sconosciuta (Das weite Land, Tragikomödie, 1910)
- Il velo di Pierrette (Der Schleier der Pierrette, 1910), Roma, IkonaLiber, 2014 ISBN 978-88-97778-28-8.
- Professor Bernhardi (Schauspiel, 1912)
- Commedia delle parole (Komödie der Worte, Einakterfolge, 1915)
  - Stunde des Erkennens
  - Große Szene
  - Das Bacchusfest
- Fink e Fliederbusch (Fink und Fliederbusch, Komödie, 1917), traduzione e cura di Fabrizio Cambi, Asti, Analogon, 2016.
- Le sorelle ovvero Casanova a Spa (Die Schwestern oder Casanova in Spa, 1919)
  - Il ritorno di Casanova. Le sorelle ovvero Casanova a Spa (Casanovas Heimkehr - Die Schwestern oder Casanova in Spa), traduzione e cura di Giulio Schiavoni, Milano, Rizzoli, 2022, ISBN 978-88-17-16067-4.
- Der Gang zum Weiher (Drama, 1921)
- Komödie der Verführung (Schauspiel, 1923)
- Im Spiel der Sommerlüfte (Drama, 1929)
- Das Wort (Drama, Fragment)
- Zug der Schatten (Drama, Fragment)
- Ritterlichkeit (Drama, Fragment)

### Aforismi
- Buch der Sprüche und Bedenken: Aphorismen und Fragmente, Phaidon Verlag, Wien, 1927. 
  -  Il libro dei motti e delle riflessioni, traduzione di Claudio Groff, Introduzione di Roberta Ascarelli, Collana BUR Classici, Milano, Rizzoli, 2002, ISBN 978-88-171-2765-3.
  -  Pensieri sulla vita e sull'arte, trad. e cura di Giuseppe Farese, Collana Oscar Piccola Biblioteca n.103, Milano, Mondadori, 1996, ISBN 88-04-40904-5. - Collana Oscar Scrittori del Novecento n.1593, Mondadori, 2000, ISBN 88-04-47400-9.
- Der Geist im Wort und der Geist in der Tat. Vorläufige Bemerkungen zu zwei Diagrammen, S. Fischer Verlag, Berlin, 1927.

### Saggi
- Sulla guerra e sulla pace (Über Krieg und Frieden), Stockholm, 1939, postumo; versione ridotta da Und einmal wird der Friede wiederkommen.
- Sulla psicoanalisi (Über Psychoanalyse, 1976), traduzione di Luigi Reitani, Collana L'altra biblioteca, Milano, SE, 1987, ISBN 978-88-771-0062-7.

### Scritti autobiografici

#### Jugend in Wien
- Vita e opere. Eco e risonanza (Leben und Nachklang - Werk und Widerhall), frammento autobiografico dal 1862 al 1889, scritto fra il 1915 e il 1920, pubblicato postumo col titolo Giovinezza a Vienna. Un'autobiografia (Jugend in Wien. Eine Autobiographie), a cura di Heinrich Schnitzler e Therese Nickl, nel 1968.
  - Gioventù a Vienna. Autobiografia, trad. di Manila Masini, a cura di Enrico De Angelis, Collana I fregi, Piombino, Aktis, 1989, ISBN 978-88-851-2002-0.
  - Giovinezza a Vienna, a cura di Serena Burgher Scarpa e Adriana Sulli Angelini, Collezione Biblioteca, Pordenone, Studio Tesi, 1989, ISBN 978-88-769-2203-9.
  - Giovinezza a Vienna. Autobiografia, traduzione di Angela Di Donna, Collana Saggi e Documenti n.18, Milano, ES, 2000, ISBN 978-88-771-0170-9.

#### Diari
- Diari (Tagebuch 1879–1931), 10 voll., Accademia Austriaca delle Scienze, 1981-2000.
  - Diari e Lettere, traduzione di Giuseppe Farese, Collezione Le Comete, Milano, Feltrinelli, 2006, ISBN 978-88-075-3016-6. [selezione]
- Sogni 1875-1931 (Träume. Das Traumtagebuch 1875–1931, 2012), a cura di Peter Michael Braunwarth e Leo A. Lensing. Edizione italiana a cura di Agnese Grieco, col saggio «Il sogno si fa vita» di Agnese Grieco e Vittorio Lingiardi, trad. di Fernanda Rosso Chioso, Collana La Cultura n.826, Milano, Il Saggiatore, 2013, ISBN 978-88-428-1849-6.

#### Epistolari
- Georg Brandes-A. Schnitzler, Ein Briefwechsel, Hrsg. v. Kurt Bergel, Bern, Francke, 1956.
- Hugo von Hofmannsthal-A. Schnitzler, Briefwechsel, Hrsg. v. Therese Nickl und Heinrich Schnitzler, Frankfurt am Main, S. Fischer 1964.
- A. Schnitzler-Olga Waissnix, La passione e la rinuncia. Lettere 1886-1897 (Liebe, die starb vor der Zeit. Ein Briefwechsel, 1970), traduzione di Giovanni Tateo, Prefazione di Giuseppe Farese, Collana Lettere, Milano, Archinto, 1992, ISBN 978-88-776-8076-1.
- Lettere (Briefe), 2 voll. (I: Briefe 1875–1912, 1981; II: Briefe 1913–1931, 1984), a cura di Therese Nickl e Heinrich Schnitzler, S. Fischer, Frankfurt am Main, 1981-1984.
- Hedy Kempny-A. Schnitzler, La ragazza dalle tredici anime („Das Mädchen mit den dreizehn Seelen.“ Eine Korrespondenz ergänzt durch Blätter aus Hedy Kempnys Tagebuch sowie durch eine Auswahl ihrer Erzählungen, 1984), traduzione di e cura di Margherita Belardetti, Collana Tempo ritrovato, Milano, Feltrinelli, ottobre 1987, ISBN 978-88-070-7018-1.
- In die Neue Welt – Arthur Schnitzler – Eugen Deimel, Briefwechsel, a cura di Heinz P. Adamek, Holzhausen, Wien 2003, ISBN 3-85493-074-7.
- Hermann Bahr-A. Schnitzler, Briefwechsel, Aufzeichnungen, Dokumente 1891–1931. Hg. Kurt Ifkovits, Martin Anton Müller. Göttingen: Wallstein 2018, ISBN 978-3-8353-3228-7.

## Film tratti da sue opere
- Fräulein Else, regia di Paul Czinner (1929)
- Daybreak, regia di Jacques Feyder (1931) da Gioco all’alba
- La Ronde, regia di Max Ophüls (1950) da Girotondo
- Il ritorno di Casanova regia di Pasquale Festa Campanile (1980)
- Il cavaliere, la morte e il diavolo, regia di Beppe Cino (1983) Da Doppio Sogno
- Eyes Wide Shut, regia di Stanley Kubrick (1999) da Doppio Sogno
- Il ritorno di Casanova, regia di Gabriele Salvatores (2023)